# آستاکوس
آستاکوس (به لاتین: Astakos) یک شهرک در یونان است که در شهرداری زیرومرو واقع شده‌است.